# Kunsthaus Zofingen

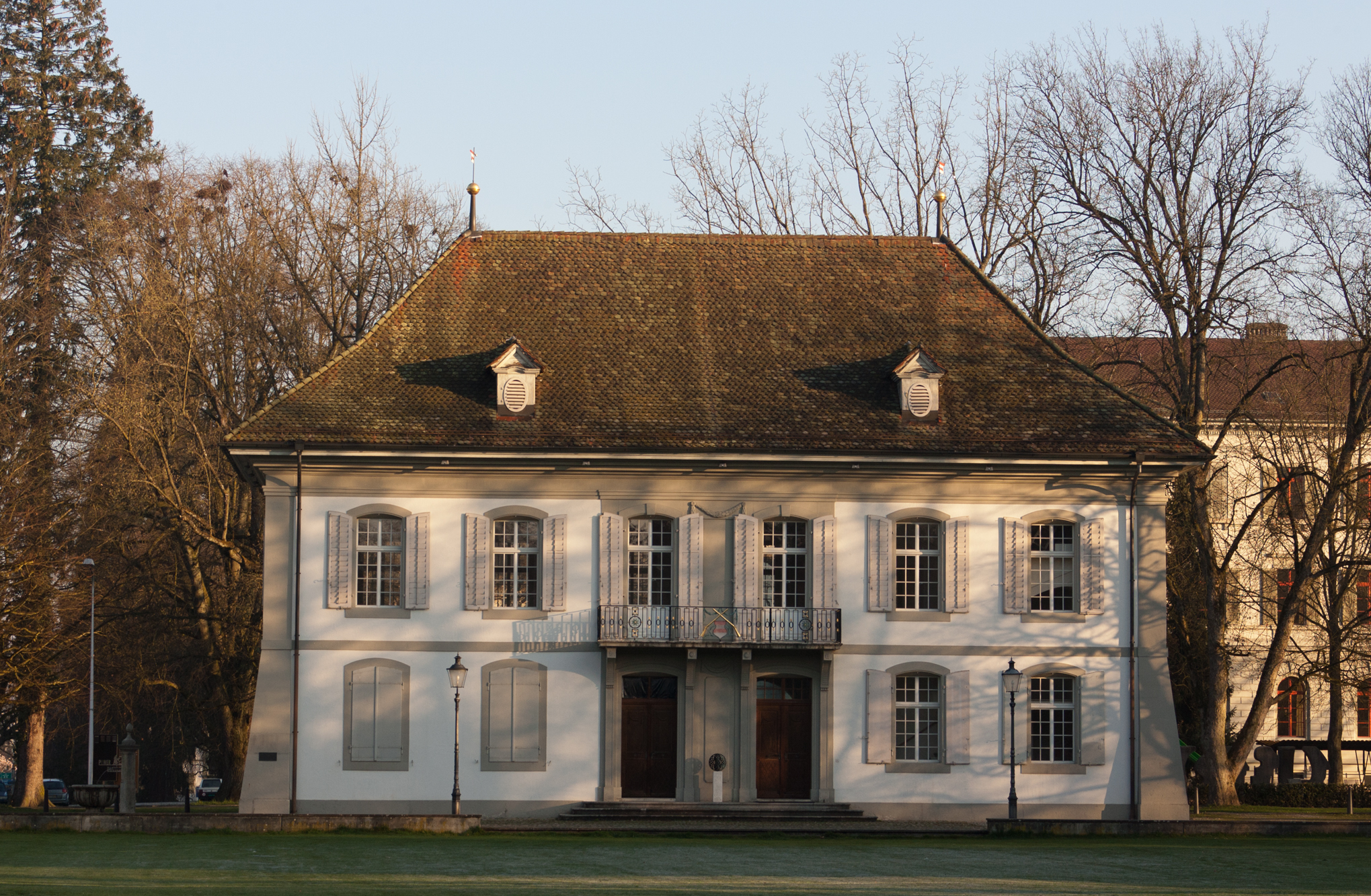
Kunsthaus Zofingen

Das Kunsthaus Zofingen im Kanton Aargau existiert seit 1982. Es beherbergt die städtische Kunstsammlung und widmet sich in jährlich vier Ausstellungen aktuellen Positionen der Schweizer Gegenwartskunst. Das Kunsthaus befindet sich am östlichen Rand der mittelalterlichen Altstadt von Zofingen im Alten Schützenhaus, einem repräsentativen Gebäude, das als Kulturgut von nationaler Bedeutung eingestuft ist.

## Ausstellungen
Das Ausstellungsprogramm fokussiert aktuelle Positionen der Schweizer Gegenwartskunst und umfasst den Einbezug von Sammlungsbeständen. Das Kunsthaus Zofingen bietet mit Künstlergesprächen, Performances, Filmabenden und Podiumsdiskussionen ein Begleitprogramm zu den Ausstellungen. Die Museumspädagogik umfasst Führungen und Workshops für Kinder und Jugendliche sowie Schulklassen. Die angrenzende Parkanlage beherbergt eine Reihe von Plastiken im öffentlichen Raum, die den Kern eines dereinst zu errichtenden Skulpturenparks bilden.

## Trägerschaft
Das Kunsthaus wird finanziell getragen von der Stadt Zofingen sowie dem «Aargauer Kuratorium» und Sponsoren. Die Aktivitäten des Kunsthauses Zofingen werden im Auftrag des Stadtrates vom Verein Kunsthaus Zofingen geleitet. Die Betriebs- und Geschäftsleitung führt ein siebenköpfiger Vorstand. Ein Team von freiwilligen Mitarbeiterinnen beaufsichtigt den Ausstellungsbetrieb. Die künstlerische Leitung wird im Mandat betreut. Von 2015 bis 2021 kuratierte Claudia Waldner die Ausstellungen im Kunsthaus Zofingen. Seit 2021 wird das Mandat durch Eva Bigler ausgeübt.

## Geschichte
Das Kunsthaus Zofingen wurde 1982 eröffnet, nachdem das denkmalgeschützte «Alte Schützenhaus» umfassend saniert und für die Bedürfnisse des Ausstellungsbetriebs umgebaut wurde. Anlass zur Schaffung des Kunsthauses war die Schenkung der Kunstsammlung von Alice und Richard Haller an die Stadt Zofingen, anlässlich des 80. Geburtstags von Richard Haller.